# Stephen McCauley
Pour les articles homonymes, voir McCauley.
Stephen McCauley, né le 26 juin 1955 à Boston dans le Massachusetts, est un écrivain américain.

## Biographie

### Jeunesse et débuts
D'origine irlandaise par son père et italienne par sa mère, Stephen McCauley a grandi dans la région de Boston. Il suit des études de lettres à l'Université du Vermont, puis à New York, avant de séjourner un an en France, pour étudier à l'université de Nice. Après son diplôme, il exerce différents métiers : il travaille dans des hôtels, des jardins d'enfants, des magasins diététiques, tient un stand de glaces, enseigne le yoga. Il travaille dans une agence de voyages pendant plusieurs années, ce qui lui permet de beaucoup voyager. Ces expériences très diversifiées ont largement nourri le contexte de ses romans.
Dans les années 1980 il s'installe à Brooklyn, suit quelques cours d'écriture pour adultes puis s'inscrit à l'université Columbia, pour y préparer un Master of Fine Art en écriture. Sur la suggestion de l'un de ses professeurs, l'écrivain Stephen Koch, il entreprend l'écriture de son premier roman. Ce texte, qu'il présente comme mémoire de fin d'études, est le premier jet de ce qui deviendra L'Objet de mon affection (The Object of My Affection).

### Carrière
En 1987, le manuscrit de L'Objet de mon affection est accepté par l'éditeur Simon and Schuster et six mois plus tard, la 20th Century Fox achète les droits d'adaptation du roman, ce qui permet à Stephen McCauley de quitter son emploi d'agent de voyages. Il devient enseignant dans plusieurs universités, telles que UMass, Wellesley College, Harvard University.
Cinq ans plus tard, en 1992, paraît son second roman, L'Art de la fugue (The Easy Way Out). Se qualifiant lui-même d'écrivain « plutôt lent », il publie dès lors un nouveau roman tous les quatre ou cinq ans, des comédies de mœurs dans lesquelles l'homosexualité de certains personnages est assumée, et acceptée par eux-mêmes « comme une donnée de base ». Il obtient une reconnaissance critique et publique aux États-Unis, mais aussi outre-Atlantique, en particulier en France (dont il parle couramment la langue).
Les critiques le comparent à la romancière britannique Barbara Pym, dont il est d'ailleurs un fervent admirateur.
Plusieurs de ses textes ont été publiés dans Gay Community News (Boston), Bay Windows, Boston Phoenix, New York Times Book Review, Vogue, House & Garden, Details, Vanity Fair, Harper's et Travel and Leisure.
En 2010, il est contacté par un éditeur pour écrire des romans autour d'un studio de yoga à Los Angeles, discipline qu'il connaît bien pour la pratiquer depuis longtemps. Il fait paraître coup sur coup Les Chroniques de Lady Yoga (Tales from The Yoga Studio) et Lady Yoga en posture critique (Head over Heels), sous le pseudonyme de Rain Mitchell.
Il enseigne actuellement à la Brandeis University de Cambridge, Massachusetts.

## Œuvre

### SérieLady Yoga
Série parue sous le pseudonyme de Rain Mitchell (également publiée en France chez 10/18).
1. Les Chroniques de Lady Yoga ((en) Tales from The Yoga Studio, 2011)
2. Lady Yoga en posture critique ((en) Head over Heels, 2012)

### Romans indépendants
- L'Objet de mon affection ((en) The Object of My Affection, 1987)
- L'Art de la fugue ((en) The Easy Way Out, 1992)
- Et qui va promener le chien ? ((en) The Man of the House, 1997)
- La Vérité ou presque ((en) True Enough, 2001)
- Sexe et Dépendances ((en) Alternatives To Sex, 2006)
- L' (Autre) Homme de ma vie ((en) Insignificant Others, 2010)
- Retour à la case départ ((en) My Ex-Life, 2018)
- (en) You only call when you're in trouble, 2024)

## Adaptations cinématographiques
- L'Objet de mon affection a été adapté aux États-Unis par Nicholas Hytner, avec Jennifer Aniston et Paul Rudd dans les rôles principaux (sortie le 25/11/1998 en France)[8].
- La Vérité ou presque a été adapté en France par Sam Karmann, avec André Dussollier.
- L'Art de la fugue a été adapté en France en 2015 par Brice Cauvin[9].